# Фильцер, Феликс Михайлович
Феликс Михайлович Фильцер (род. 3 сентября 1931, Москва) — советский шахматист, мастер спорта СССР (1958) и международный мастер ИКЧФ (1968).
Отец, Михаил (Моисей) Абрамович Фильцер, уроженец Александровска, работал на 1-м государственном автомобильном заводе имени Сталина (ЗиС), автор научных публикаций в области металлообработки; мать — Хая Марковна Днепрова, родом из Золотоноши, работала следователем, а после окончания МГУ — экономистом. Племянник металловеда Г. А. Фильцера. В начале Великой Отечественной войны эвакуировался с матерью и младшей сестрой в Саратов, позже в Миасс, куда был эвакуирован завод отца. Брат — Александр Фильцер, искусствовед. В 1947 году семья вернулась в Москву.
Учился в Московском станкоинструментальном институте (1949—1953), на мехмате Московского государственного университета (1965—1970).
Участник чемпионата Москвы по шахматам (1959). Участник нескольких личных и командных чемпионатов СССР по переписке:
- личные: 12-й (1975—1977), 14-й (1979—1980).
- командные: 5-й (1975—1978)

Участник 10-го (1972—1976) и 17-го (1977—1983) чемпионатов Европы по переписке. Выступал за ДСО «Труд» (Москва).
С 1990 года — в Израиле (Долев), где занялся публицистикой.

## Публикации
- Не вари козлёнка в молоке матери его: сборник статей (2005)